# Ignite (игровой движок)
Ignite (или IGNITE) — игровой движок, созданный компанией Electronic Arts и предназначенный для того, чтобы сделать игровой спорт «живым». Технология была анонсирована на выставке Microsoft Xbox One в мае 2013 года для трёх спортивных игр EA Sports на Xbox One и PlayStation 4: FIFA 14, Madden NFL 25 и NBA Live 14.

## Возможности
Компания Electronic Arts анонсировала несколько возможностей в движке. Его система «Human Intelligence» (с англ. — «Человеческий интеллект») позволяет игрокам «думать, как настоящие спортсмены», быть готовым к удару, выступать в качестве командного игрока и иметь возможность принятия быстрых решений. Например, новый искусственный интеллект создаёт у игроков под управление компьютера ощущение крайней необходимости в конце матча стараться нанести как можно больше ударов по воротам соперника. Концепция «True Player Motion» (с англ. — «Настоящее движение игрока») обеспечивает движение телу, конечностям и одежде игроков в соответствии с физикой. Система «Living Worlds» (с англ. — «Живые миры») моделирует зрителей стадиона и их поведение в индивидуальном порядке. Также зрители будут реагировать на ход матча. Искусственный интеллект Ignite способен использовать аппаратное обеспечение нового поколения для обработки в четыре раза большего количества вычислений в секунду по сравнению со старыми тайтлами EA Sports. Детали анимации, как ожидается, «улучшат в десять раз».
Electronic Arts планирует использовать Ignite для будущих спортивных игр, а Frostbite — для будущих игр в жанре экшен (за исключением текущих итераций серий Madden NFL и FIFA, в которых вместо Ignite используется Frostbite). Ранее EA делилась технологиями внутри самой компании, прежде чем перейти к разработке всех будущих спортивных игр на едином движке.

## История
Ignite был публично представлен на мероприятии, посвящённому Xbox One в мае 2013 года, организованном Microsoft. Было объявлено об использовании этой технологии в четырёх предстоящих спортивных играх EA Sports для Xbox One и PlayStation 4: FIFA 14, EA Sports UFC, Madden NFL 25 и NBA Live 14. Electronic Arts показывала предварительные сцены игр, а не игровой процесс в реальном времени.

## Игры, использующие движок Ignite
| Название            | Платформы                                  | Дата выпуска       |
| ------------------- | ------------------------------------------ | ------------------ |
| FIFA 14             | PlayStation 4, Xbox One                    | Ноябрь 2013 года   |
| Madden NFL 25       | PlayStation 4, Xbox One                    | Ноябрь 2013 года   |
| NBA Live 14         | PlayStation 4, Xbox One                    | Ноябрь 2013 года   |
| EA Sports UFC       | PlayStation 4, Xbox One                    | Июнь 2014 года     |
| Madden NFL 15       | PlayStation 4, Xbox One                    | Август 2014 года   |
| NHL 15              | PlayStation 4, Xbox One                    | Сентябрь 2014 года |
| FIFA 15             | Microsoft Windows, PlayStation 4, Xbox One | Сентябрь 2014 года |
| NBA Live 15         | PlayStation 4, Xbox One                    | Октябрь 2014 года  |
| Madden NFL 16       | PlayStation 4, Xbox One                    | Август 2015 года   |
| NHL 16              | PlayStation 4, Xbox One                    | Сентябрь 2015 года |
| FIFA 16             | Microsoft Windows, PlayStation 4, Xbox One | Сентябрь 2015 года |
| NBA Live 16         | PlayStation 4, Xbox One                    | Сентябрь 2015 года |
| EA Sports UFC 2     | PlayStation 4, Xbox One                    | Март 2016 года     |
| Madden NFL 17       | PlayStation 4, Xbox One                    | Август 2016 года   |
| NHL 17              | PlayStation 4, Xbox One                    | Сентябрь 2016 года |
| NHL 18              | PlayStation 4, Xbox One                    | Сентябрь 2017 года |
| NBA Live 18         | PlayStation 4, Xbox One                    | Сентябрь 2017 года |
| EA Sports UFC 3     | PlayStation 4, Xbox One                    | Февраль 2018 года  |
| EA Sports FC Online | Microsoft Windows                          | Май 2018 года      |
| NHL 19              | PlayStation 4, Xbox One                    | Сентябрь 2018 года |
| NBA Live 19         | PlayStation 4, Xbox One                    | Сентябрь 2018 года |
| NHL 20              | PlayStation 4, Xbox One                    | Сентябрь 2019 года |
| EA Sports UFC 4     | PlayStation 4, Xbox One                    | Август 2020 года   |
| NHL 21              | PlayStation 4, Xbox One                    | Октябрь 2020 года  |